# César Peixoto
Paulo César Silva Peixoto (Caldas das Taipas, Guimarães, 12 de maio de 1980) é um treinador de futebol e ex-futebolista português, tendo sido internacional A por Portugal.
Foi um extremo e lateral esquerdo catapultado para a ribalta após a transferência do clube da sua terra (Caçadores Taipas) para o CF Belenenses onde brilhou durante uma época e chamou à atenção do Futebol Clube do Porto na época seguinte. 
Durante a sua carreira como jogador, venceu 4 títulos de campeão português, 1 Liga dos Campeões, 1 Taça UEFA, 1 Taça Intertoto, 2 Taças de Portugal, 2 Taças da Liga e 1 Supertaça Cândido de Oliveira.
Atualmente é o treinador do Gil Vicente.

## Biografia

### Vida pessoal
Vem de uma família "humilde" - como o próprio diz - foi criado pela avó e é o mais velho de três irmãos. Os pais sempre fizeram os possíveis para que o filho pudesse concretizar o sonho de ser "profissional de futebol".
Foi casado com a modelo, apresentadora de televisão e atriz Isabel Figueira, com quem tem um filho, o Rodrigo. Atualmente, namora com a modelo, atriz e apresentadora de televisão Diana Chaves, de quem tem uma filha, a Pilar.

### Carreira
Aos dez anos, o pai, adepto do Vitória de Guimarães, levou-o aos treinos de captação dos minhotos.
Duas sessões bastaram para que os dotes do pequeno César cativassem os técnicos vitorianos que o aceitaram na equipa de infantis, onde começou por jogar a defesa esquerdo, passando depois a atuar como médio interior esquerdo.
No primeiro ano de júnior foi emprestado ao Brito, um clube da região. "Quando estive no Brito a situação foi um pouco complicada. O V. Guimarães deu a minha carta àquele clube e eu queria jogar no Taipas. Assim, durante essa época fui trabalhar para uma fábrica de calçado perto de casa. Entrava às 8 horas da manhã e, por vezes, saía às 19 horas. Os meus pais fizeram um esforço e acabei por largar a fábrica e dedicar-me só aos estudos, tendo acabado o 10º ano. Depois assinei contrato e foi difícil conciliar o futebol e as aulas."
De regresso a Guimarães, César Peixoto fez uma excelente temporada no segundo ano como júnior, marcando 16 golos. Na altura, foi-lhe dito que poderia ficar no plantel, mas no final da época quiseram-no emprestar ao Fafe. O jogador não quis e foi para o Caçador das Taipas.
A primeira época não correu de feição. Uma pubalgia afastou-o algum tempo da competição. A segunda temporada correu bem melhor. César despertou a cobiça de alguns clubes, entre os quais o Belenenses e o Gil Vicente. Em dezembro de 2000 chegou a acordo com o Belenenses e o sonho da I Liga "tornou-se realidade".
Chegou ao Restelo como um ilustre desconhecido. O início da temporada não foi dos melhores, já que o jogador esteve lesionado. Como tal, a estreia só aconteceu a 23 de setembro, na 6ª jornada, frente ao S.L. Benfica.
As boas exibições no Belenenses levaram o selecionador de sub-21, Agostinho Oliveira, a apostar no jovem esquerdino. A estreia com a camisola das quinas surgiu no jogo de preparação frente à República Checa. E foi também noutro jogo particular, cerca de um mês antes do início do Europeu sub-21, que César Peixoto contraiu uma entorse na tibiotársica esquerda, tornando assim impossível a concretização de um sonho – e um dos principais objetivos da temporada – ou seja, representar Portugal naquele campeonato.
A exibição e o golo apontado ao FC Porto, na última época, catapultaram o esquerdino para as primeiras páginas dos jornais chamando a atenção de grandes clubes incluindo o próprio FC Porto. E foram mesmo os dragões que, após várias e longas conversações com os dirigentes do Belenenses, asseguraram a contratação do médio por um milhão e meio de euros (cerca de 300 mil contos), num acordo de cinco épocas.
"O meu empresário chegou a falar-me do interesse de equipas estrangeiras. Na altura ele não sabia se a cobiça do FC Porto era ou não verdadeira, mas eu disse-lhe que se fosse verdade preferia jogar aqui. Este foi o clube que sempre quis representar. Estou aqui com muito orgulho. É um sonho que veio concretizar-se. O facto de a minha família ser do Norte também influenciou na minha decisão", referiu César.
César Peixoto garante que continua a "ser um rapaz da aldeia" e que o facto de jogar numa equipa como o FC Porto não mudou a sua maneira de ser. "O sucesso não me subiu à cabeça."
Os pais, sobretudo a Mãe, estão sempre ao seu lado. Enquanto a mãe, sempre preocupada, nunca vai ao estádio, o pai é o seu maior crítico. "A minha mãe não gosta de me ver no chão. Fica preocupada. (…) O meu pai é quem mais me aconselha e é um crítico severo, pois foi ele que sempre me acompanhou no futebol".
Apesar de ter protagonizado a contratação "mais suada" daquele verão, César é um rapaz simples. Gosta de estar com os amigos, ouvir música, ir ao cinema, navegar na internet, entre outros. Confessa-se dependente do telemóvel e diz que hoje em dia já não consegue estar cinco minutos sem ele. É supersticioso. Joga sempre com a camisola interior virada ao contrário e não pisa o relvado sem antes se benzer. E diz ainda ter muito medo… de andar de avião.
Em duas épocas protagonizou uma ascensão fantástica desde o Taipas (II Divisão B, Zona Norte) ao FC Porto onde conquistou um lugar no onze e no coração dos adeptos. Dono de um pé esquerdo fortíssimo, César Peixoto destacou-se no flanco que mais preocupações tem dado ao futebol português, nomeadamente à seleção nacional.
Apesar de dotado de elevada estatura, sempre revelou alguns problemas físicos, principalmente ao nível dos joelhos.
Durante a época de 2005/2006, Co Adriaanse adaptou-o com algum sucesso à posição de lateral esquerdo antes de ser vítima de nova lesão que o impossibilitou para o resto da temporada. Quando recuperou, não conseguiu recuperar o lugar no 11 base. Em 2006/2007 é emprestado ao Espanyol de Barcelona, mas mais uma vez é afetado pelas lesões, somando poucos minutos de jogo naquele clube. Na época seguinte, rescinde contrato com o FC Porto e assina pelo S.C.Braga, conseguindo mostrar o seu bom futebol.
No dia 20 de novembro de 2008 chegou o tão desejado momento, a estreia pela Seleção Nacional de futebol.
Após 3 épocas ao serviço do Sporting Clube de Braga, representou o Sport Lisboa e Benfica, tendo sido apresentado a 10 de agosto de 2009.
A 6 de janeiro de 2012, rescindiu o seu contrato com o Sport Lisboa e Benfica, assinando contrato com o Gil Vicente, onde terminou a carreira.
Em 2017, concluiu com sucesso o curso UEFA A, do qual é agora detentor, estando assim habilitado a iniciar a sua carreira como treinador de futebol profissional.
Assume-se como um treinador com uma ideia de jogo positiva, de domínio constante sobre o adversário, inspirado em Johan Cruyff e Pep Guardiola.

## Palmarés
Porto
- Taça UEFA: 2002-2003
- Liga dos Campeões da UEFA: 2003-2004
- Campeonato português de futebol: 2002-2003, 2003-2004, 2005-2006
- Taça de Portugal: 2002-2003, 2005-2006
- Supertaça Cândido de Oliveira: 2004

Braga
- Taça Intertoto da UEFA: 2008-2009

Benfica
- Campeonato português: 2009/2010
- Taça da Liga: 2009/2010
- Taça da Liga: 2010/2011